# Viêm thực quản
Viêm thực quản là một bệnh đặc trưng bởi viêm tại  thực quản. Thực quản là một ống bao gồm một lớp niêm mạc, và các sợi cơ trơn dọc và tròn. Nó kết nối hầu họng với dạ dày; thức ăn đã nuốt và chất lỏng thường đi qua nó.
Viêm thực quản có thể không có triệu chứng; hoặc có thể gây đau vùng thượng vị và/hoặc đau dưới da, đặc biệt là khi nằm hoặc kéo căng cơ; và có thể làm cho việc nuốt khó khăn (chứng khó nuốt). Nguyên nhân phổ biến nhất của viêm thực quản là dòng chảy ngược của axit từ dạ dày vào thực quản dưới: bệnh trào ngược dạ dày thực quản (GERD).

## Phân loại
Viêm thực quản trào ngược
Trong nhiều thập kỷ, người ta đã cho rằng tình trạng viêm do trào ngược axit là do sự kích thích của chính axit. Tuy nhiên, một nghiên cứu gần đây chỉ ra mối quan hệ nguyên nhân và kết quả chưa rõ ràng và chứng minh rằng viêm có thể không phải do trào ngược axit, nhưng cả trào ngược và viêm có thể do yếu tố thứ ba tiềm ẩn. Đó là một quan niệm sai lầm phổ biến rằng trào ngược đã được chứng minh là gây viêm trong thực quản.
Viêm thực quản truyền nhiễm

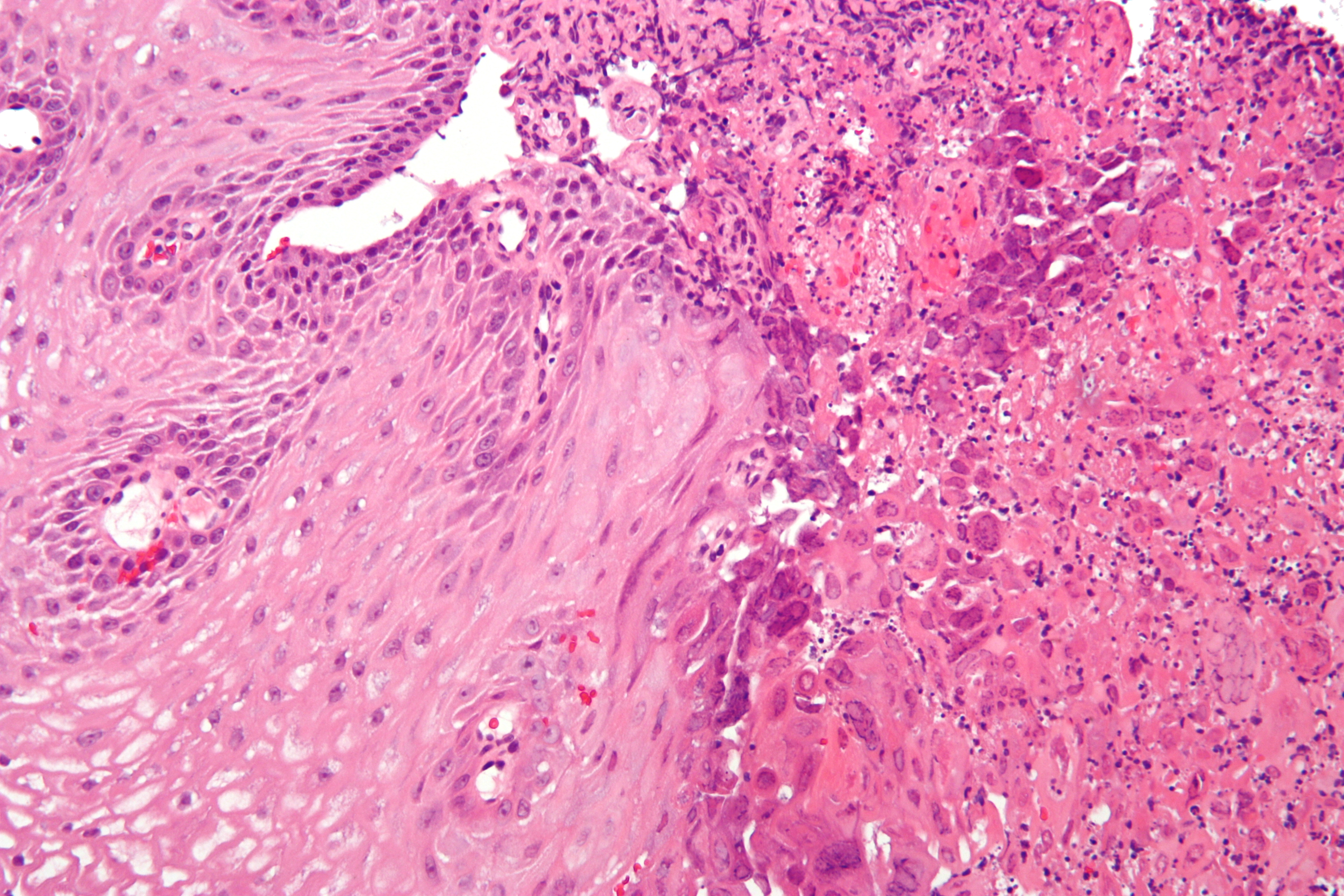
Kính hiển vi chụp viêm thực quản truyền nhiễm

Viêm thực quản xảy ra do nhiễm virus, nấm, ký sinh trùng hoặc vi khuẩn. Nhiều khả năng xảy ra với những người bị suy giảm miễn dịch. Các loại viêm thực quản này bao gồm:
Nấm
- Candida (nhiễm nấm candida thực quản)

Virus
- Herpes đơn dạng (Herpes thực quản)
- Cytomegalovirus

Viêm thực quản do thuốc
Đây là trường hợp tổn thương thực quản do thuốc. Nếu thực quản không được bao bọc hoặc nếu thuốc không được uống với đủ lượng chất lỏng, nó có thể làm hỏng các mô. 

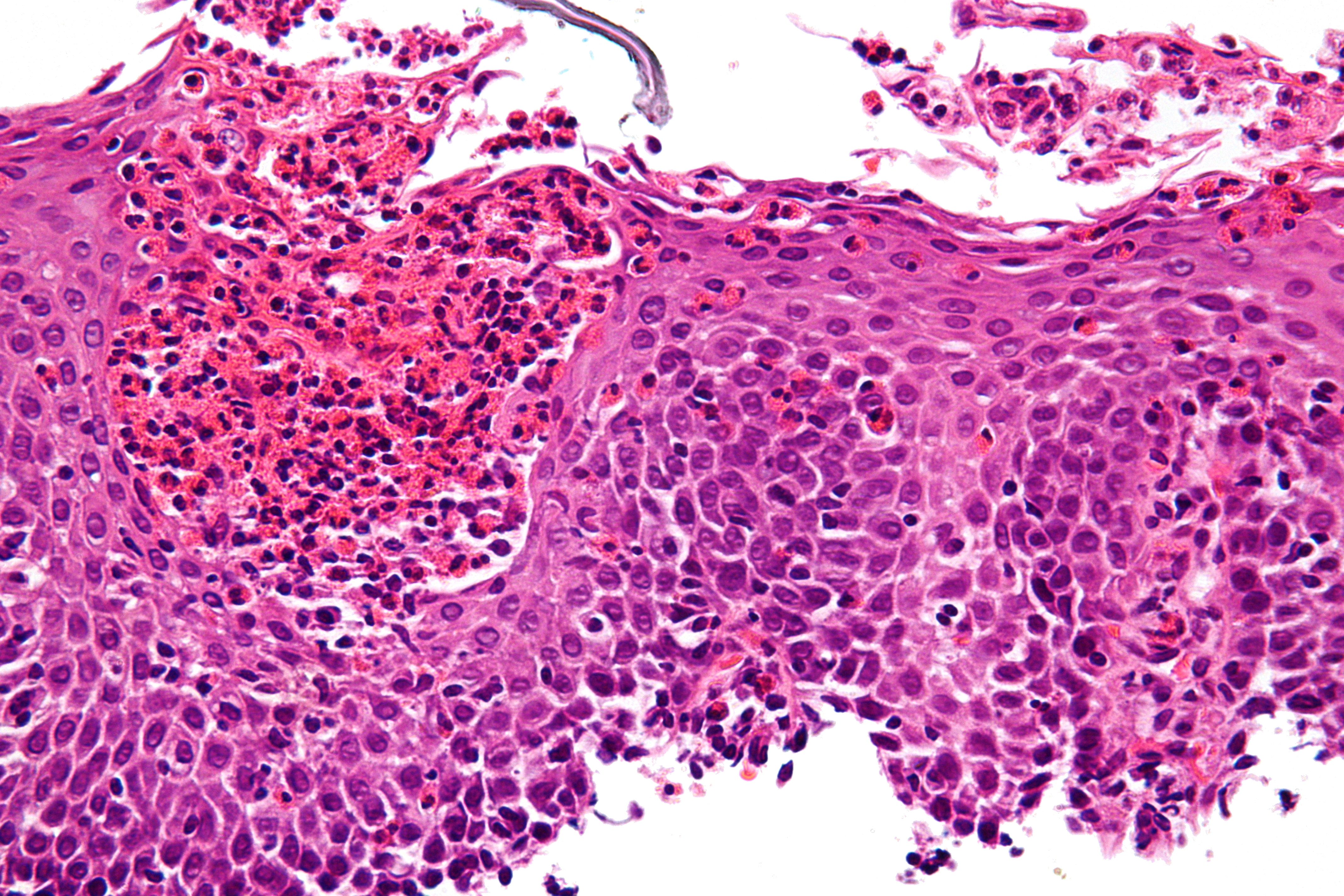
Kính hiển vi của viêm thực quản bạch cầu ái toan

Viêm thực quản bạch cầu ái toan
Viêm thực quản bạch cầu ái toan là do nồng độ cao của bạch cầu ái toan trong thực quản. Sự hiện diện của bạch cầu ái toan trong thực quản có thể là do một chất gây dị ứng, và thường có tương quan với GERD. Hướng của nguyên nhân và kết quả giữa viêm và trào ngược axit được thiết lập kém, với các nghiên cứu gần đây (năm 2016) gợi ý rằng trào ngược không gây viêm. Viêm thực quản này có thể được kích hoạt bởi dị ứng với thực phẩm hoặc dị ứng hít phải. Loại này vẫn chưa được nghiên cứu kỹ.